# Pokrovske, Mena
Pokrovske (în ucraineană Покровське) este o comună în raionul Mena, regiunea Cernihiv, Ucraina, formată numai din satul de reședință.

## Demografie
Componența lingvistică a comunei Pokrovske
     Ucraineană (98,69%)
     Rusă (1,14%)
Conform recensământului din 2001, majoritatea populației comunei Pokrovske era vorbitoare de ucraineană (98,69%), existând în minoritate și vorbitori de rusă (1,14%).